# Каликсарены
Каликсарены — это макроциклические соединения, продукты циклической олигомеризации фенола с формальдегидом .
Название каликсарен (calixarene) впервые было предложено Давидом Гютше (David Gutsche)

и происходит от латинского слова «calix» или «chalice» чаша, что отображает особенную форму молекулы (рис.1) и слова «арен (arene)» указывающее на ароматический строительный блок данного соединения.
В составе классических каликсаренов можно выделить верхний, центральный кольцевой обод и нижний обод, образованные трет-бутильными заместителями в пара-положении, ароматическими ареновыми фрагментами и гидрокси- или алкокси-заместителями в нижнем положении макроцикла соответственно. В совокупности данные структурные фрагменты формируют внутреннюю полость молекулы каликсарена, объём которой в среднем равен 10 кубическим ангстремам.

## Номенклатура
В связи с неудобством номенклатуры ИЮПАК для названия каликсаренов, так же как и других объектов супрамолекулярной химии применяется тривиальная номенклатура, учитывающая особенности строения макро(гетеро)цикла — номенклатура Д. Гютше, в основе которой лежит название простейшего представителя каликсаренов, показанного на рисунке 2.
В соответствии с номенклатурой Гютше данное соединение называется 25,26,27,28-тетрагидроксикаликс[4]ареном, где число в квадратных скобках указывает на размер макроцикла, а природа и положение заместителей в ароматическом ядре уточняется соответствующими цифрами и дескрипторами. На данный момент название данной структуры является основой номенклатуры для обширного класса модифицированных каликсаренов, резорцинаренов, тиакаликсаренов с различным числом ареновых фрагментов.

## История
Начало развития химии каликсаренов связано с именем немецкого ученого Адольфа Фон Байера (1835−1917). Проведённая им реакция бензальдегида с пирогаллолом в присутствии сильной кислоты, привела к образованию полимера , структура которого так и осталась не установленной в связи с недостаточным развитием аналитических методов в то время. Байером предполагалось использовать данные соединения как красители в текстильной промышленности. Следующий шаг в развитии химии каликсаренов был сделан бельгийцем Лео Бакеландом, исследовавшим реакцию конденсации формальдегида с фенолом, которая также привела к образованию полимера . Первая попытка контроля реакции полимеризации была проделана Цинге и Циглером (Alois Zinke и Erich Ziegler). Использованный ими пара-трет-бутилфенол, в котором заместитель в пара- положении ингибирует образование разветвленных полимеров, в результате реакции с формальдегидом в льняном масле в присутствии NaOH образует линейный полимер . В тот же год Ниедерл и Фогель (Niederl, Vogel) проведя реакцию практически в тех же условиях но, используя вместо фенола замещенный резорцин, смогли добиться образования циклического тетрамера, будущего каликс[4]резорцинарена , что являлось настоящим прорывом в развитии химии каликсаренов. Джон Корнфорт в 1955 году был одним из первых, кто осознал потенциал каликсаренов как чаше-подобных соединений, аналогов ферментов, и повторив эксперименты Цинге и Циглера, доказал, что данная смесь содержит несколько компонентов.

## Синтез
Впервые получить эти соединения методом ступенчатой циклизации удалось в 1956 году группе Хантера . Методом постадийной конденсации 2-бром-4-алкилзамещенных фенолов в бисфенольное производное были получены линейные олигомеры с тремя и четырьмя фенольными фрагментами. После дебромирования на последней стадии в результате внутримолекулярной циклизации было получено производное, имевшее в своём составе четыре ароматических фрагмента. Подобная методика синтеза макроцикла в дальнейшем была использована так же Каммерером с сотр. для получения других каликсаренов .
| Таблица: Синтез каликсаренов и тиакаликсаренов |          |                  |                  |             |         |
| Реагенты                                       | Реагенты | Основание        | Растворитель     | Температура | Продукт |
|                                                | CH2O     | NaOH             | Дифениловый эфир | 259 °C      | n=4     |
|                                                | CH2O     |                  |                  |             |         |
|                                                | CH2O     |                  |                  |             |         |
| KOH RbOH                                       | Ксилол   | 139 °C           | n=6              |             |         |
| NaOH                                           | Ксилол   | 139 °C           | n=8              |             |         |
| S8                                             | NaOH     | MeOH(CH2CH2O)4Me | 230 °C           | тио n=4     |         |

Существенным недостатком методов ступенчатой циклизации являлся низкий (5-30 %, в зависимости от размера макроцикла) выход конечных продуктов. Повышение эффективности реакций циклизации стало возможным благодаря работам группы Д. Гютше, в которых синтез трет-бутилкаликс[4,6,8]аренов проводился с использованием темплатного эффекта и привёл к образованию макроциклов с высокими (50-82 %) выходами .
Из таблицы следует, что результат реакции циклизации зависит от размера катиона щелочного металла, гидроксид которого используется как основа, и температуры протекания реакции. Таким образом было установлено, что трет-бутилкаликс[8]арен это продукт кинетического контроля, трет-бутилкаликс[4]арен — термодинамического, а трет.-бутилкаликс[6]арен — темплатного контроля, то есть получается исключительно в случае использования КОН или RbOH. Темплатный эффект предполагает четкое соответствие между размерами катиона щелочного металла и размерами образующегося макроцикла. Последующие изучение комплексов (алкокси)каликсаренов с ионами щелочных и щелочноземельных металлов позволило выявить ряд условий для образования прочных комплексов такого состава, к которым относятся соответствие размеров иона металла и полости макроцикла, пространственное расположение атомов кислорода в нижнем ободе макроцикла, и заряд иона металла.
В данный момент известен подход к синтезу разнообразного числа каликсарен производных соединений с различными мостиковыми группами (С, S, Se) и различным количеством от 3 до 20  структурных блоков (ареновых фрагментов). Но, несмотря на столь огромное разнообразие каликсарен производных соединений включая каликсрезорцинарены, наибольшее применение как органические рецепторы получили каликсареновые и тиокаликсареновые платформы с 4,6, и в редких случаях с 8 ареновыми фрагментами.

## Стереохимия
Каликсарены могут существовать во множестве различных конформаций за счет возможности двух типов инверсии  кислород-через-центральный-обод (oxygen-through-annulus) и пара-заместитель-через-центральный-обод (para-substituent-through-annulus) (рис. 3).
Трансанулярное вращение становится невозможным только за счёт введения объёмных групп, как в нижний обод макроцикла, так и в пара — положениях ароматических колец (верхний обод).
Производные каликс[4]аренов и тиакаликс[4]аренов могут находиться в четырех основных конформациях  (рис.1) конус (а), частичный конус (b), 1,2-альтернат (c), и 1,3-альтернат (d) (рис.4), которые отличаются взаимным положением ароматических фрагментов относительно главной плоскости макроцикла, которая условно проходит по метиленовым связкам.
Следует выделять конформационно подвижные и конформационно жесткие остовы каликсаренов, то есть каликсарены в которых возможны или не возможны переходы между основными конформациям.
Расчеты по методам молекулярной механики вместе с методом ЯМР (1H, 13C) показали, что для конформации конус в растворе наблюдается быстрый динамический переход уплощенный конус-уплощенный конус (рис.5), за счет перехода двух вертикально ориентированных ароматических фрагментов в наклонное положения, а двух других — из наклонного положения в вертикальное. Поэтому в растворе все четыре ареновых фрагмента эквивалентны, данный факт наблюдается также для каликсаренов с большим количеством структурных фрагментов .

## Применение
Благодаря описанным в данной статье преимуществам, каликсарены находят широкое применение в различных отраслях промышленности. Так в аналитической химии на основе каликсареновых платформ синтезированы рецепторы для селективного и/или группового извлечения ионов различных металлов: щелочных металлов (Na(I), K(I), Cs(I), Li(I)), щелочноземельных металлов (Ca(II), Mg(II))  и переходных металлов (Ag(I), Pd(II), Au(III), Hg(II)) .Применение технологии молекулярного распознавания позволяет разработать катализаторы на основе макроциклических каликсареновых платформ, для которых активность и селективность определяется межмолекулярными взаимодействиями субстрат- катализатор
. При этом возможно рассмотрение каталитических систем, включающих некоординированные макроциклические рецепторы выступающие, в качестве «микрореакторов» стабилизирующих переходное состояние реакции или влияющего на регио- и стереоселективность процесса за счет специфической ориентации субстрата. Особое внимание исследователей привлекают катализаторы представленные металлическим центром и лигандом, Таким образом, связывания субстрата полостью лиганда-рецептора определяет его ориентацию по отношению к металлическому центру, что существенно влияет на распределение продуктов и субстратную селективность реакции. В гомогенном катализе возможно использование комплексов на основе серосодержащих каликсаренов с золотом для каталитического окисления различных вредных сульфидов, например горчичного газа, в мягких условиях  . В биохимии каликсарены находят использование как соединения-аналоги ферментов, с помощью которых возможно моделирование сложных ферментативных процессов. Так тетраметокси(тиа)каликсарен может выступать в качестве аналога белка аквапорина, для моделирования транспорта воды через клеточную мембрану  .
В твердой фазе каликсарены находятся в качестве бислоистых структур с ориентацией молекул "голова к голове", образуя внутреннюю полость, способную включать молекулы гостей строго определенного размера  . Этвудом было установлено, что данные кристаллические соединения могут абсорбировать диоксид углерода и практически не абсорбируют водород, что может быть использовано для очищения последнего при риформинге для дальнейшего использования водорода в топливном элементе .